# Breiðárlón
La Breiðárlón, toponyme islandais signifiant littéralement en français « lagune de la Breiðá », est un lac proglaciaire situé au sud du glacier Vatnajökull en Islande.
Ce lac est situé dans le parc national du Vatnajökull et non loin du célèbre lac proglaciaire Jökulsárlón. La Breiðá, une petite rivière, quitte le lac et se jette dans le Fjallsárlón.